# كويزي قرميدي
كويزي قرميدي (الاسم العلمي: Cantharellus lateritius) هو نوع من الفطريات يتبع جنس الكويزي من فصيلة الكويزية.